# Tony Hancock
Anthony John "Tony" Hancock (12 de mayo de 1924 – 24 de junio de 1968) fue un popular actor y comediante británico.

## Primeros años y carrera
Nacido en Birmingham, Inglaterra, a los tres años le llevaron a vivir a Bournemouth, donde su padre, John Hancock, que dirigía el Hotel Railway, trabajaba como comediante y animador. 
Tras la muerte de su padre en 1934, Tony y sus hermanos vivieron con su madre y su padrastro en el hotel The Durlston Court. Fue educado en la Durlston Court Preparatory School en Swanage y en el Bradfield College de Reading, pero abandonó los estudios a los quince años de edad. 
En 1942, durante la Segunda Guerra Mundial, Hancock se sumó al RAF Regiment. Tras una audición fallida para la Entertainments National Service Association, acabó formando parte del The Ralph Reader Gang Show. Tras la guerra volvió a la escena y finalmente trabajó en el Teatro Windmill, hogar de muchos actores y comediantes de la época, y trabajó en programas radiofónicos tales como Workers' Playtime y Variety Bandbox.
En 1951 Hancock consiguió un papel en Educating Archie, producción con la que conseguiría el reconocimiento como actor. El mismo año actuó con regularidad en programa de entretenimiento de la BBC Kaleidoscope.
Más adelante, en 1954, consiguió su propio show radiofónico en la BBC, Hancock's Half Hour.

## Sus mejores años
Trabajando con guiones de Ray Galton y Alan Simpson, Hancock's Half Hour duró cinco años, con más de cien episodios en su forma radiofónica, y a partir de 1956 se emitió con igual éxito una serie televisiva del mismo nombre. 
Sid James trabajó con frecuencia en ambas versiones, y en la radiofónica actuaban a menudo Bill Kerr, Kenneth Williams, Moira Lister, Andrée Melly y Hattie Jacques. La serie fue pionera siguiendo el estilo de las sitcoms. 
En 1956-57, Hancock también hizo una serie para la cadena Independent Television (ITV), The Tony Hancock Show. 

## Últimos años
Se trasladó a Associated TeleVision en 1962 con otros guionistas. 
Hacia 1965 el actor rodó una serie de comerciales para TV de la firma Egg Marketing Board. Hancock interpretaba los mismos con Patricia Hayes. 
Hancock siguió trabajando de manera regular en la televisión británica hasta 1967, pero para esa época el alcoholismo afectaba a sus actuaciones. Tras presentar dos programas de variedades de escaso éxito para ABC Television, The Blackpool Show y Hancock's, fue contratado para rodar una serie de 13 capítulos titulada "Hancock Down Under" para la cadena australiana Seven Network. Hancock viajó a Australia en marzo de 1968, pero solo completó tres programas. Durante el rodaje Hancock acudía con frecuencia a bares y nightclubs homosexuales de Sídney. 
Tony Hancock se suicidó en Sídney el 24 de junio de 1968, tomando una sobredosis de pastillas para dormir acompañadas de alcohol. Sus cenizas fueron trasladadas al reino Unido por Willie Rushton.
El cantante Al Stewart, luego de ver un triste y deprimente espectáculo del comediante Tony Hancock en Bournemouth, Inglaterra, en el año 1966, sirvió de inspiración para componer su canción emblema. Era el año donde el famoso comediante estaba sumergido en sus problemas con el alcohol y sus shows eran un desastre, a tal punto que dado que nadie se reía con sus chistes empezaba a insultar al público en señal de defensa o simplemente empezaba a hablar de su vida y todos los problemas que tenía que sobrecargar.
Stewart dijo en una entrevista que: «Él (Tony Hancock) se paró en el escenario y dijo: "No quiero estar aquí. Estoy totalmente decepcionado con mi vida. Soy un perdedor total, aunque suene estúpido. No sé por qué acepté venir para acá". Luego de esas palabras todos se rieron, ya que creían que era un nuevo personaje que había inventado... pero en realidad no estaba mintiendo. Me puse a mirarlo y me di cuenta que todo era real».
Luego de ese triste y deprimente espectáculo del comediante, Al Stewart escribió parte de la letra en honor a ese valiente actor que dejó su alma en el escenario y nadie le creyó. La canción fue titulada "Foot Of The Stage" y contenía una frase muy significativa en honor al famoso comendiante inglés, "Your tears fall down like rain at the foot of the stage" (en español es algo como "Tus lágrimas caen como lluvia sobre el escenario").
Pero en 1968 todo cambió para la historia de esta canción. Mientras hacía unos espectáculos en Sídney, una mezcla de pastillas para dormir y alcohol mató a Hancock. Al saber esa lamentable noticia, Al Stewart cambió de planes y decidió no publicar la canción, ya que no quería aprovecharse de la tragedia del humorista para vender su música. Así que conservó la música y se dispuso a escribir una nueva letra para entregársela a su productor Alan Parson antes que editase el disco que estaban grabando.
Al final, Stewart no publicó esta canción y la dejó en carpeta para buscar una nueva idea para la letra. Así fue que un día mirando la famosa película Casablanca, estrenada en 1942 y dirigida por Michael Curtiz, se le vino a la mente la idea principal para la letra de esa canción que andaba buscando.
La canción pasó a llamarse "The year of the cat".

## Vida personal
Parece ser que Hancock tuvo relaciones sexuales con hombres en su juventud. Sin embargo, en junio de 1950 se casó con la modelo Cicely Romanis. Se divorciaron en 1965, y se casó con Freddie Ross en diciembre de ese año. Este segundo matrimonio tuvo corta duración. Durante esos años Hancock también tuvo relaciones con Joan Le Mesurier, esposa de John Le Mesurier, el mejor amigo de Hancock e intérprete en sus programas televisivos.

### Actuaciones para el cine
- Orders Are Orders (1954)
- The Rebel (1961)
- The Punch and Judy Man (1962)
- Those Magnificent Men in their Flying Machines (1965)
- The Wrong Box (1966)